# Rossana Ghessa
Rossana Ghessa (Carbonia, 24 de gener de 1943) és una actriu ítalo-brasilera. Al llarg de la seva carrera va actuar en més de 40 pel·lícules.

## Biografia
Nascuda a Itàlia, Rossana va fer la seva carrera al cinema brasiler. Va arribar al Brasil als set anys i al país va desenvolupar una extensa carrera al cinema, inicialment com a actriu i des dels anys vuitanta també com a productora.
Rossana va començar la seva carrera com a noia del cartell, va fer diverses fotonovel·les i durant un any va ser un model professional per a l'agència McCan Ericsson poc després de guanyar el concurs Miss Objetiva. Va debutar al cinema el 1966 amb la pel·lícula Paraíba, Vida e Morte de um Bandido. Amb una carrera que inclou més de quaranta pel·lícules, va ser una de les muses de les pornochanchadas nacionals a la dècada del 1970.
Als anys setanta, Rossana va fer una pel·lícula rere l’altra en produccions i coproduccions nacionals i també va participar en obres com A Úlcera de Ouro e Cinderela do Petróleo, a més de protagonitzar espectacles produïts per Carlos Machado. Va treballar amb els directors de cinema més importants i els seus grans èxits van ser Bebel, Garota Propaganda, Ana Terra, Lua de Mel e Amendoim, Lucíola, o Anjo Pecador i Memórias de um Gigolô.
Actualment és productora de cinema i propietària de Verona Filmes, en col·laboració amb el seu marit, el cineasta Durval Gomes Garcia, que la va dirigir a Ana Terra.

## Filmografia
| Any  | Nom                                          | Personatge      | Ref    |
| ---- | -------------------------------------------- | --------------- | ------ |
| 1966 | Paraíba, Vida e Morte de um Bandido          | Angelina        | [ 5 ]  |
| 1966 | 007 e Meia no Carnaval                       |                 | [ 6 ]  |
| 1967 | Carnaval Barra Limpa                         |                 | [ 7 ]  |
| 1968 | Bebel, Garota Propaganda                     | Bebel           | [ 8 ]  |
| 1968 | Enfim Sós... com o Outro                     | Anabela         | [ 9 ]  |
| 1968 | Jogo Perigoso                                |                 | [ 10 ] |
| 1969 | Quelé do Pajeú                               | Maria do Carmo  | [ 11 ] |
| 1970 | Verão de Fogo                                | Anna            | [ 12 ] |
| 1970 | O Palácio dos Anjos                          | Mariazinha      | [ 13 ] |
| 1970 | Memórias de um Gigolô                        | Guadalupe       | [ 14 ] |
| 1971 | Lua de Mel e Amendoim                        | Márcia          | [ 15 ] |
| 1971 | Ed, o Agente Positivo                        | Tentação        | [ 16 ] |
| 1972 | Ana Terra                                    | Ana             | [ 17 ] |
| 1972 | Um Marido sem... é Como um Jardim sem Flores | Adriana Cerlini | [ 18 ] |
| 1973 | Obsessão                                     |                 | [ 19 ] |
| 1974 | Pureza Proibida                              | Irmã Lúcia      | [ 20 ] |
| 1974 | A Noiva da Noite                             | Lúcia           | [ 21 ] |
| 1974 | O Filho do Chefão                            | Natália         | [ 22 ] |
| 1975 | As Secretárias que Fazem de Tudo             |                 |        |
| 1975 | Quando as Mulheres Querem Provas             | Marta           | [ 23 ] |
| 1975 | Lucíola, o Anjo Pecador                      | Lucíola         | [ 24 ] |
| 1976 | Amantes, Amanhã se houver Sol                | Sabrina         | [ 25 ] |
| 1976 | O Vampiro de Copacabana                      | Carmem          | [ 26 ] |
| 1976 | Tem Alguém na Minha Cama                     | Irene           | [ 27 ] |
| 1977 | Snuff, Vítimas do Prazer                     | Lia de Souza    | [ 28 ] |
| 1977 | O Pequeno Polegar Contra o Dragão Vermelho   |                 | [ 29 ] |
| 1978 | Como Matar uma Sogra                         |                 |        |
| 1979 | A Pantera Nua                                | Norma           | [ 30 ] |
| 1979 | As Borboletas Também Amam                    | Virgínia        | [ 31 ] |
| 1979 | Violência e Sedução                          |                 | [ 32 ] |
| 1980 | Bordel - Noites Proibidas                    | Margot          | [ 33 ] |
| 1980 | Convite ao Prazer                            |                 | [ 34 ] |
| 1980 | A Virgem e o Bem Dotado                      | Malu            | [ 35 ] |
| 1981 | O Inseto do Amor                             |                 | [ 36 ] |
| 1981 | Me Deixa de Quatro                           | Sofia           | [ 37 ] |
| 1981 | As Intimidades de Duas Mulheres              |                 | [ 38 ] |
| 1982 | Fantasias Sexuais                            | Mulher Abelha   | [ 39 ] |
| 1982 | Mulheres Liberadas                           | Elisa           | [ 40 ] |
| 1983 | Momentos de Prazer e Agonia                  | Marília         | [ 41 ] |
| 1983 | Estranhas Relações                           | Bette           | [ 42 ] |
| 1985 | Fêmeas em Fuga                               | Denise          | [ 43 ] |
| 1987 | Cio dos Amantes                              |                 | [ 44 ] |
| 1998 | Adágio ao Sol                                | Angélica        | [ 45 ] |
| 2008 | Aporias Conjuminadas                         |                 |        |